# Hypopterygium hildebrandtii
Hypopterygium hildebrandtii là một loài Rêu trong họ Hypopterygiaceae. Loài này được (Kindb.) Müll. Hal. ex Paris mô tả khoa học đầu tiên năm 1905.